# Swiss Music Awards 2008
La 1ª edizione degli Swiss Music Awards si è tenuta il 27 febbraio 2008 a Zurigo, Svizzera trasmessa il giorno dopo dal Kaufleuten sul canale ProSieben. È stata condotta dall'attrice e modella Melanie Winiger e dal giornalista Marco Fritsche.
Mattatore della serata è stato il rapper Stress che si è portato a casa ben 3 premi: Miglior canzone nazionale, Miglior album urbano nazionale e Miglior videoclip nazionale.

## Premi
I vincitori della categoria sono evidenziati in grassetto.

### Miglior canzone nazionale
- Campari Soda, Taxi
- On n'a q'une terre, Stress
- Wenn das Gott wüsst, Baschi

### Miglior canzone internazionale
- Umbrella, Rihanna feat. Jay-Z
- Say It Right, Nelly Furtado
- Apologize, Timbaland

### Miglior album pop/rock nazionale
- Fürs Volk, Baschi
- Eldorado, Stephan Eicher
- Domino Effect, Gotthard

### Miglior album pop/rock internazionale
- Loose, Nelly Furtado
- Back to Black, Amy Winehouse
- Minutes to Midnight, Linkin Park

### Miglior album urbano nazionale
- Renaissance, Stress
- Panzer, Gimma
- Home, Seven

### Miglior album urbano internazionale
- Introducing Joss Stone, Joss Stone
- Graduation, Kanye West
- As I Am, Alicia Keys

### Rivelazione nazionale
- MiNa
- Redwood
- Greis

### Rivelazione internazionale
- Mika
- Amy Winehouse
- Timbaland

### Miglior album dance nazionale
- Live in Moscow, DJ Antoine
- Retro, Sir Colin
- Variété (The Show), DJ Tatana

### Miglior videoclip nazionale
- Mais ou?, Stress
- Meh Verdiant, Sektion Kuchikäschtli
- Wake Up, Seven